# Jerry Tillery
Jerry Tillery (Shreveport, Luisiana, 8 de octubre de 1996) es un jugador profesional estadounidense de fútbol americano que se desempeña en la posición de defensive tackle en Minnesota Vikings, equipo de la National Football League (NFL).

## Carrera
Fue seleccionado en la primera ronda en la Reunión Anual de Selección de Jugadores de la NFL de 2019. Hizo su debut profesional con el equipo Los Angeles Chargers, en el cual jugó cuatro temporadas (2019-2022), después pasó a Las Vegas Raiders (2022-2024), luego a Minnesota Vikings.